# Liste der Monuments historiques in Amboise
Die Liste der Monuments historiques in Amboise führt die Monuments historiques in der französischen Stadt Amboise auf.

## Liste der Bauwerke
| Bezeichnung                                                  | Beschreibung | Standort                                                               | Kennzeichnung | Schutzstatus | Datum | Bild |
| ------------------------------------------------------------ | ------------ | ---------------------------------------------------------------------- | ------------- | ------------ | ----- | ---- |
| Vorgeschichtliches Oppidum                                   |              | (Lage)                                                                 | PA00097520    | inscrit      | 1985  |      |
| Fanum des Châteliers                                         |              | (Lage)                                                                 | PA00097511    | inscrit      | 1987  |      |
| Gallische Festungsanlagen                                    |              | (Lage)                                                                 | PA00097522    | classé       | 1986  |      |
| Kapelle Saint-Jean                                           |              | Allée de la Chapelle-Saint-Jean (Lage)                                 | PA00097502    | classé       | 1938  |      |
| Greniers de César                                            |              | 36, quai Charles-Guinot (Lage)                                         | PA00097523    | inscrit      | 1948  |      |
| Wehrturm                                                     |              | 4-5, quai du Général-de-Gaulle und 2, rue Jean-Jacques Rousseau (Lage) | PA00097525    | inscrit      | 1948  |      |
| Schloss Amboise                                              |              | Place du Château (Lage)                                                | PA00097503    | classé       | 1840  |      |
| Schloss Clos Lucé                                            |              | 2, rue du Clos-Lucé (Lage)                                             | PA00097504    | classé       | 1862  |      |
| Ehemaliges Hôtel de Ville                                    |              | 1, rue François Ier und Quai du Général-de-Gaulle (Lage)               | PA00097516    | classé       | 1880  |      |
| Schloss Chanteloup                                           |              | Avenue Emile-Gounin (Lage)                                             | PA00097507    | classé       | 1938  |      |
| Kirche Saint-Florentin                                       |              | Espace Henri-d'Orléans (Lage)                                          | PA00097510    | classé       | 1963  |      |
| Kirche Notre-Dame-du-Bout-des-Ponts oder Notre-Dame-de-Grâce |              | Rue de Blois (Lage)                                                    | PA00097508    | inscrit      | 1948  |      |
| Stiftskirche Saint-Denis                                     |              | Parvis Saint-Denis (Lage)                                              | PA00097509    | classé       | 1968  |      |
| Priorat Saint-Thomas                                         |              | 47 avenue Léonard-de-Vinci (?) (Lage)                                  | PA00097521    | inscrit      | 1949  |      |
| Uhrenturm                                                    |              | 14, rue Nationale/rue Mably (Lage)                                     | PA00097524    | classé       | 1928  |      |
| Schloss Gaillard                                             |              | (Lage)                                                                 | PA00097505    | inscrit      | 1963  |      |
| Hôtel Joyeuse                                                |              | 6, rue Joyeuse (Lage)                                                  | PA00097512    | inscrit      | 1941  |      |
| Hôtel, 16. Jahrhundert                                       |              | Rue Rabelais und Place du Commerce (Lage)                              | PA00097515    | inscrit      | 1948  |      |
| Hôtel                                                        |              | 20, rue de la Concorde und 24, quai Charles-Guinot (Lage)              | PA00097514    | inscrit      | 1949  |      |
| Fachwerkhaus                                                 |              | 2/4, rue Joyeuse (?) (Lage)                                            | PA00097518    | inscrit      | 1949  |      |
| Fachwerkhaus, 15. Jahrhundert                                |              | 52, rue Rabelais und 1, rue Destouches (Lage)                          | PA00097519    | inscrit      | 1948  |      |
| Fachwerkhaus                                                 |              | 42, rue de la Concorde (Lage)                                          | PA00097517    | inscrit      | 1948  |      |
| Friedhof                                                     |              | Rue des Ursulines (Lage)                                               | PA00097506    | inscrit      | 1927  |      |
| Windrad                                                      |              | Route de Bléré (Lage)                                                  | PA00098304    | inscrit      | 1991  |      |
| Brunnen von Max Ernst                                        |              | Quai du Mail (Lage)                                                    | PA00097513    | inscrit      | 1987  |      |

## Liste der Objekte
- Monuments historiques (Objekte) in Amboise in der Base Palissy des französischen Kultusministeriums